# Seuneubok Pangou
Seuneubok Pangou is een bestuurslaag in het regentschap Aceh Timur van de provincie Atjeh, Indonesië. Seuneubok Pangou telt 415 inwoners (volkstelling 2010).